# Edgar Davids
Edgar Steven Davids (Paramaribo, 13 maart 1973) is een voormalig Surinaams-Nederlands profvoetballer en huidig voetbaltrainer. Hij speelde voor Ajax, AC Milan, Juventus, FC Barcelona, Internazionale, Tottenham Hotspur, Crystal Palace en Barnet. Hij speelde 74 interlands voor het Nederlands elftal. Ook speelde hij wedstrijden voor de Suriprofs en een toernooi voor het Surinaamse voetbalelftal. In de rest van de wereld is hij vooral bekend om zijn sportbril, die hij sinds 1995 vanwege een oogoperatie draagt. Davids werd door Pelé vermeld in de opgestelde Lijst FIFA 100 beste spelers. Van 2012 tot 2014 was hij zowel speler, assistent-trainer als hoofdtrainer bij het Engelse Barnet.

## Clubcarrière

### Ajax
Davids is een linksbenige middenvelder die in zijn jeugd voor ASV Schellingwoude speelde. Van daar vertrok hij naar Ajax, waar hij als 18-jarige jeugdspeler op 8 september 1991 debuteerde tegen RKC Waalwijk. Zijn laatste optreden voor Ajax – tot aan zijn terugkeer tien jaar later – was op 22 mei 1996, toen Ajax in Rome de finale om de Champions League na verlenging verloor van zijn latere club Juventus. Davids speelde in deze vijf seizoenen 149 officiële duels: 106 in de eredivisie, 10 in het bekertoernooi en 33 in de Europese toernooien. Hierin maakte hij 33 doelpunten.
Kenmerkend voor Davids is de sportbril die hij sinds 1995 draagt tijdens wedstrijden ter bescherming van zijn hoornvlies: hij lijdt aan glaucoom.

### AC Milan
Nadat zijn contract bij Ajax afliep, tekende Davids transfervrij in augustus 1996 voor AC Milan, maar al in december 1997 vertrok hij naar Juventus.

### Juventus
Bij Juventus werd hij driemaal kampioen van Italië. In 2001 werd Davids geschorst nadat hij betrapt werd op het gebruik van nandrolon.

### FC Barcelona
Na ruim zes seizoenen bij de Turijnse club, werd Davids verhuurd aan FC Barcelona. In de zomer van 2004 wilde Barcelona hem inlijven. Speler en club kwamen echter niet tot een akkoord.

### Internazionale
Hij tekende daarna bij Internazionale. Na een seizoen waarin hij weinig speelde, vertrok hij al in de eerstvolgende zomer naar Tottenham Hotspur.

### Tottenham Hotspur
Bij Tottenham Hotspur speelde hij eveneens relatief weinig. Op 26 januari 2007 werd Davids gelinkt aan zijn oude club Ajax. Op 27 januari kon Ajax de middenvelder overnemen zonder transfersom te betalen, maar later ontkende Martin Jol, coach van Tottenham Hotspur, dat. In de avond van 29 januari werd Davids gekeurd in het VU medisch centrum. Omdat Ajax een beursgenoteerd bedrijf is, mocht de overgang pas de volgende dag bekendgemaakt worden. Op 30 januari 2007 tekende Davids een contract van anderhalf jaar bij Ajax en was zijn terugkeer een feit.

### Terugkeer bij Ajax
In een oefenduel in juli 2007 tegen Go Ahead Eagles breekt Davids zijn scheenbeen. Het kost hem een half jaar revalidatie om te herstellen. Op 5 januari 2008 maakt hij zijn rentree tegen Internazionale. Op 13 januari 2008 betrad hij voor het eerst als aanvoerder van Ajax de ArenA. Aan het einde van het seizoen 2007/2008 heeft Davids Ajax verlaten. Ook is Davids veelal actief met jonge straatvoetballers. Op 18 februari 2009 werd bekend dat Davids zijn conditie op peil gaat houden bij AFC.
Op 8 september 2009 gaf Edgar Davids aan terug te willen keren in het betaald voetbal. Bij SBV Vitesse wilde hij aansluiten, maar de club kon niet aan Davids financiële eisen voldoen.

### Crystal Palace
Op 20 augustus 2010 wordt bekend dat Davids na twee jaar afwezigheid weer gaat voetballen, en wel in Engeland bij tweededivisionist Crystal Palace waar hij per wedstrijd wordt betaald. Op 8 november leverde hij zijn contract in na slechts zes gespeelde wedstrijden

### Barnet
Op 19 oktober 2012 maakte Edgar Davids zijn debuut als speler van Barnet FC. Davids speelde de hele thuiswedstrijd mee tegen Northampton Town die met 4-0 werd gewonnen. Davids was aanvoerder van het elftal en werd door het publiek gekozen tot man of the match. Na de komst van Davids werden de resultaten bij Barnet beter. Er werd meer gewonnen en de ploeg kwam van de laatste plaats af. Op 16 november 2012 kreeg Edgar zijn eerste rode kaart uit bij Accrington. Dit was zijn eerste rode kaart sinds 5 jaar. Op 26 februari 2013 in de thuiswedstrijd tegen Southend United FC scoorde Davids zijn eerste doelpunt voor Barnet. In de 84e minuut zette hij de 2-0-eindstand op het bord. Dit was zijn eerste doelpunt sinds zijn laatste doelpunt voor Ajax tegen SC Heerenveen op 29 maart 2008. Op 27 april 2013 degradeerde Davids met Barnet FC uit de League Two. Op de laatste speeldag werd met 2-0 verloren van Northampton Town waardoor Barnet op doelsaldo eindigde op plaats 23 wat degradatie betekent.
In het seizoen 2013/14 gaat Davids met rugnummer 1 op zijn rug spelen, hiermee wil hij een trend zetten. Nadat Davids op 28 december 2013 in de uitwedstrijd bij Salisbury City, die met 2-1 werd verloren, zijn derde rode kaart van het seizoen kreeg gaf hij aan te stoppen met voetballen. Davids was van mening dat hij gezocht zou worden door de arbitrage waardoor hij een punt achter zijn spelersloopbaan heeft gezet.

## Interlandcarrière

### Jong Oranje
Op 8 september 1992 maakte Davids zijn debuut voor Jong Oranje in een vriendschappelijke wedstrijd tegen Jong Duitsland (1-0 winst). Davids speelde de hele wedstrijd.
Davids scoorde op 15 december 1992, in zijn derde interland, zijn eerste doelpunt voor Jong Oranje. In de EK-kwalificatiewedstrijd tegen Jong Turkije opende hij in de 14e minuut de score, de wedstrijd eindigde uiteindelijk in 1-1.
| Interlands van Edgar Davids voor Jong Oranje | Interlands van Edgar Davids voor Jong Oranje | Interlands van Edgar Davids voor Jong Oranje | Interlands van Edgar Davids voor Jong Oranje | Interlands van Edgar Davids voor Jong Oranje | Interlands van Edgar Davids voor Jong Oranje |
| №                                            | Datum                                        | Wedstrijd                                    | Uitslag                                      | Soort Wedstrijd                              | Doelpunten                                   |
| Als speler bij AFC Ajax                      | Als speler bij AFC Ajax                      | Als speler bij AFC Ajax                      | Als speler bij AFC Ajax                      | Als speler bij AFC Ajax                      | Als speler bij AFC Ajax                      |
| -------------------------------------------- | -------------------------------------------- | -------------------------------------------- | -------------------------------------------- | -------------------------------------------- | -------------------------------------------- |
| 1.                                           | 08-09-1992                                   | Duitsland - Nederland                        | 0-1                                          | Vriendschappelijk                            | 0                                            |
| 2.                                           | 22-09-1992                                   | Noorwegen - Nederland                        | 1-0                                          | EK-kwalificatie 1994                         | 0                                            |
| 3.                                           | 15-12-1992                                   | Turkije - Nederland                          | 1-1                                          | EK-kwalificatie 1994                         | 1                                            |
| 4.                                           | 23-02-1993                                   | Nederland - Turkije                          | 0-1                                          | EK-kwalificatie 1994                         | 0                                            |
| 5.                                           | 27-04-1993                                   | Engeland - Nederland                         | 3-0                                          | EK-kwalificatie 1994                         | 0                                            |
| 6.                                           | 21-09-1993                                   | San Marino - Nederland                       | 1-3                                          | EK-kwalificatie 1994                         | 0                                            |
| 7.                                           | 11-10-1994                                   | Noorwegen - Nederland                        | 1-0                                          | EK-kwalificatie 1996                         | 0                                            |
| 8.                                           | 15-11-1994                                   | Nederland - Tsjechië                         | 2-2                                          | EK-kwalificatie 1996                         | 0                                            |

### Nederland

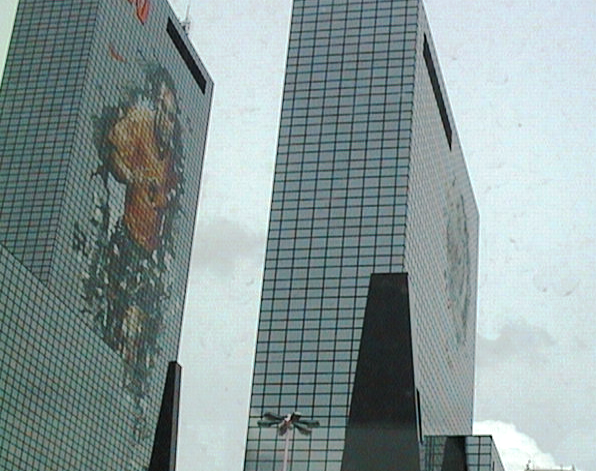
Gebouw Delftse Poort in Rotterdam met afbeelding van Edgar Davids tijdens het EK 2000

Davids kwam 74 keer uit voor het Nederlands voetbalelftal en scoorde daarbij zes doelpunten. Hij debuteerde voor Oranje op 20 april 1994 tegen Ierland. Op het EK van 1996 stuurde bondscoach Guus Hiddink hem naar huis, nadat hij hem tegenover de pers beledigde. In 1998 keerde hij terug en schoot hij het Nederlands Elftal tegen Joegoslavië vlak voor tijd naar de kwartfinale. Tijdens dit toernooi hield Davids een "Nederlandse persboycot". Davids groeide rond de beginjaren van de 21e eeuw uit tot een van de beste voetballers van het moment. Zijn laatste wedstrijd voor Oranje was de WK-kwalificatiewedstrijd tegen Macedonië (0-0) op 12 oktober 2005. Hij nam deel aan drie EK's en één WK. Davids was twaalf keer aanvoerder.

### Suriname
Hoewel Edgar Davids van 1994 tot en met 2005 voor het Nederlands elftal uitkwam, bleef de geboren Surinamer emotioneel verbonden met Suriname. Zo speelde hij al eerder benefiet-wedstrijden met de Suriprofs, een team bestaande uit voetballers die zelf geboren zijn in óf van wie ten minste een van de ouders uit Suriname afkomstig is.
In 2009 werd Davids echter door bondscoach Wensley Bundel opgenomen in het Surinaamse voetbalelftal voor de PARBO Cup. Omdat het toernooi niet onder auspiciën van de FIFA wordt gespeeld, mocht Davids uitkomen voor het Surinaamse team. Hij werd benoemd tot aanvoerder van de selectie.
| Interlands van Edgar Davids voor Suriname | Interlands van Edgar Davids voor Suriname | Interlands van Edgar Davids voor Suriname | Interlands van Edgar Davids voor Suriname | Interlands van Edgar Davids voor Suriname | Interlands van Edgar Davids voor Suriname |
| №                                         | Datum                                     | Wedstrijd                                 | Uitslag                                   | Soort Wedstrijd                           | Doelpunten                                |
| ----------------------------------------- | ----------------------------------------- | ----------------------------------------- | ----------------------------------------- | ----------------------------------------- | ----------------------------------------- |
| 1.                                        | 03-06-2009                                | Suriname - Frans-Guyana                   | 0-2                                       | PARBO Bier Cup 2009                       | 0                                         |
| 2.                                        | 05-06-2009                                | Suriname - Guyana                         | 5-1                                       | PARBO Bier Cup 2009                       | 0                                         |
| 3.                                        | 07-06-2009                                | Suriname - Antigua en Barbuda             | 1-0                                       | PARBO Bier Cup 2009                       | 0                                         |

## Carrièrestatistieken
| Seizoen         | Club              |                    | Competitie          | Competitie | Competitie | Beker | Beker | Internationaal | Internationaal | Overig | Overig | Totaal | Totaal |
| Seizoen         | Club              | Wed.               | Competitie          | Dlp.       | Wed.       | Dlp.  | Wed.  | Dlp.           | Wed.           | Dlp.   | Wed.   | Dlp.   |        |
| --------------- | ----------------- | ------------------ | ------------------- | ---------- | ---------- | ----- | ----- | -------------- | -------------- | ------ | ------ | ------ | ------ |
| 1991/92         | Ajax              | Vlag van Nederland | Eredivisie          | 13         | 2          | 0     | 0     | 3              | 0              | —      | —      | 16     | 2      |
| 1992/93         | Ajax              | Vlag van Nederland | Eredivisie          | 28         | 4          | 4     | 5     | 8              | 3              | —      | —      | 40     | 12     |
| 1993/94         | Ajax              | Vlag van Nederland | Eredivisie          | 15         | 2          | 2     | 1     | 4              | 2              | 0      | 0      | 21     | 5      |
| 1994/95         | Ajax              | Vlag van Nederland | Eredivisie          | 22         | 5          | 1     | 1     | 7              | 0              | 0      | 0      | 30     | 6      |
| 1995/96         | Ajax              | Vlag van Nederland | Eredivisie          | 28         | 7          | 0     | 0     | 11             | 1              | 1      | 0      | 40     | 8      |
| Club totaal     | Club totaal       | Club totaal        | Club totaal         | 106        | 20         | 7     | 7     | 33             | 6              | 1      | 0      | 147    | 33     |
| 1996/97         | AC Milan          | Vlag van Italië    | Serie A             | 15         | 0          | 4     | 0     | 4              | 1              | 1      | 0      | 24     | 1      |
| 1997/98         | AC Milan          | Vlag van Italië    | Serie A             | 4          | 0          | 3     | 0     | —              | —              | —      | —      | 7      | 0      |
| Club totaal     | Club totaal       | Club totaal        | Club totaal         | 19         | 0          | 7     | 0     | 4              | 1              | 1      | 0      | 31     | 1      |
| 1997/98         | Juventus          | Vlag van Italië    | Serie A             | 20         | 1          | 2     | 0     | 5              | 0              | 0      | 0      | 27     | 1      |
| 1998/99         | Juventus          | Vlag van Italië    | Serie A             | 27         | 2          | 4     | 1     | 9              | 0              | 1      | 0      | 41     | 3      |
| 1999/00         | Juventus          | Vlag van Italië    | Serie A             | 27         | 1          | 3     | 0     | 7              | 0              | —      | —      | 37     | 1      |
| 2000/01         | Juventus          | Vlag van Italië    | Serie A             | 20         | 1          | 1     | 0     | 5              | 0              | —      | —      | 26     | 1      |
| 2001/02         | Juventus          | Vlag van Italië    | Serie A             | 28         | 2          | 5     | 0     | 9              | 0              | —      | —      | 42     | 2      |
| 2002/03         | Juventus          | Vlag van Italië    | Serie A             | 26         | 1          | 0     | 0     | 15             | 1              | 0      | 0      | 41     | 2      |
| 2003/04         | Juventus          | Vlag van Italië    | Serie A             | 5          | 0          | 2     | 0     | 5              | 0              | 0      | 0      | 12     | 0      |
| Club totaal     | Club totaal       | Club totaal        | Club totaal         | 153        | 8          | 17    | 1     | 55             | 1              | 1      | 0      | 226    | 10     |
| 2003/04         | → FC Barcelona    | Vlag van Spanje    | Primera División    | 18         | 1          | 2     | 0     | 0              | 0              | 0      | 0      | 20     | 1      |
| Club totaal     | Club totaal       | Club totaal        | Club totaal         | 18         | 1          | 2     | 0     | 0              | 0              | 0      | 0      | 20     | 1      |
| 2004/05         | Internazionale    | Vlag van Italië    | Serie A             | 14         | 0          | 4     | 0     | 4              | 0              | —      | —      | 22     | 0      |
| Club totaal     | Club totaal       | Club totaal        | Club totaal         | 14         | 0          | 4     | 0     | 4              | 0              | 0      | 0      | 22     | 0      |
| 2005/06         | Tottenham Hotspur | Vlag van Engeland  | Premier League      | 31         | 1          | 0     | 0     | —              | —              | —      | —      | 31     | 1      |
| 2006/07         | Tottenham Hotspur | Vlag van Engeland  | Premier League      | 9          | 0          | 3     | 0     | 1              | 0              | —      | —      | 13     | 0      |
| Club totaal     | Club totaal       | Club totaal        | Club totaal         | 40         | 1          | 3     | 0     | 1              | 0              | 0      | 0      | 44     | 1      |
| 2006/07         | Ajax              | Vlag van Nederland | Eredivisie          | 11         | 1          | 3     | 0     | 0              | 0              | 3      | 0      | 17     | 1      |
| 2007/08         | Ajax              | Vlag van Nederland | Eredivisie          | 14         | 0          | 0     | 0     | 0              | 0              | 3      | 0      | 17     | 1      |
| Club totaal1    | Club totaal1      | Club totaal1       | Club totaal1        | 131        | 1          | 10    | 7     | 33             | 6              | 7      | 0      | 181    | 35     |
| 2010/11         | Crystal Palace    | Vlag van Engeland  | The Championship    | 6          | 0          | 1     | 0     | —              | —              | —      | —      | 7      | 0      |
| Club totaal     | Club totaal       | Club totaal        | Club totaal         | 6          | 0          | 1     | 0     | 0              | 0              | 0      | 0      | 7      | 0      |
| 2012/13         | Barnet            | Vlag van Engeland  | npower League 2     | 28         | 1          | 1     | 0     | —              | —              | —      | —      | 29     | 1      |
| 2013/14         | Barnet            | Vlag van Engeland  | Conference National | 8          | 0          | 2     | 0     | —              | —              | —      | —      | 10     | 0      |
| Club totaal     | Club totaal       | Club totaal        | Club totaal         | 36         | 1          | 3     | 0     | 0              | 0              | 0      | 0      | 39     | 1      |
| Carrière totaal | Carrière totaal   | Carrière totaal    | Carrière totaal     | 417        | 33         | 47    | 8     | 97             | 8              | 9      | 0      | 570    | 49     |

1 N.B. Dit betreft een clubtotaal, dus een totaal van beide periodes bij AFC Ajax.

## Loopbaan als trainer

### Barnet
Op 12 oktober 2012 werd bekendgemaakt dat Edgar Davids speler/coach zou worden van het Engelse Barnet FC. Zijn eerste wedstrijd als coach was op 13 oktober 2012 thuis tegen Plymouth Argyle (1-4 verlies). Op 28 december 2012 werd bekendgemaakt dat Barnet FC afscheid neemt van manager Mark Robson die tot dan toe samen met Davids de manager taken op zich nam. Barnet heeft ervoor gekozen de verantwoordelijkheid neer te leggen bij Davids. Davids wist als speler/coach Barnet niet in de League Two te houden. Op de slotdag van de League Two werd met 2-0 verloren van Northampton Town waardoor Barnet op doelsaldo eindigde bij de laatste twee. Davids heeft aangegeven als coach bij Barnet FC te blijven in het seizoen 2013/14 ondanks de degradatie. Op 18 januari 2014 maakte Barnet FC bekend dat Davids de club verliet. Waarom is niet bekendgemaakt.

### Nederland onder 20
Op 1 maart 2018 werd Davids aangesteld als assistent-bondscoach bij Nederland onder 20. Op 31 maart 2018 vertrok hij alweer als assistent-bondscoach van Nederland onder 20.

### SC Telstar
Op 1 maart 2018 werd Davids aangesteld als assistent-trainer bij SC Telstar.

### SC Olhanense
Op 4 januari 2021 werd Davids aangesteld als hoofdtrainer van SC Olhanense. Hij werd op 19 juli 2021 ontslagen bij de club.

### Trainerscursus
Davids begon in maart 2014 aan zijn trainersdiploma voor de cursus Coach Betaald Voetbal. Naast Davids zouden onder meer Mark van Bommel, Ruud van Nistelrooy, Jaap Stam, Wim Jonk en Youri Mulder ook zijn begonnen aan de cursus. Een maand later gaf Davids aan dat hij af zag van de cursus, omdat de KNVB steeds de regels verandert zo gaf hij aan. Een jaar later ging Davids alsnog de cursus volgen in een aangepaste vorm na overleg met de KNVB. Sindsdien liep Davids kort stage bij FC Twente en Telstar. Later werd Davids aangesteld als assistent-trainer van Nederland -20. In augustus 2020 tekende Davids een contract als assistent-trainer van Andries Jonker bij Telstar.

### Overzicht
| Periode   | Club         | Competitie          | Functie           |
| --------- | ------------ | ------------------- | ----------------- |
| 2012–2013 | Barnet       | Football League Two | Hoofdtrainer      |
| 2013–2014 | Barnet       | Conference National | Hoofdtrainer      |
| 2020–2021 | SC Telstar   | Eerste divisie      | Assistent-trainer |
| 2021      | SC Olhanense | Segunda Liga        | Hoofdtrainer      |

## Straatvoetbal
In de zomer van 2005 ging Davids op een straatvoetbal-tour genaamd Street Legends, een tour door Rotterdam, Parijs, Marseille, Londen en Rio de Janeiro, met als doel om geen enkele partij te verliezen. Voornamelijk straatvoetballers uit Amsterdam gingen mee, waaronder Jermaine Vanenburg, Djuric Ascencion en Zaid el Morabiti. Hiervan werd een 5-delige televisieserie gemaakt door de Nederlandse regisseur Marco Grandia. Nog altijd houdt Davids zich actief bezig met straatvoetbal.
In 2009 hield Davids zich op een andere manier bezig met straatvoetbal. Hij is medewerker van straatvoetbalbond Nederland (SVBN), die mede op initiatief van Davids en journalist Humberto Tan is opgericht. De organisatie is er opgericht om probleemjongeren te bereiken, omdat overheidsboodschappers daar vaak niet in slagen.

## Bestuursfunctie
In juli 2011 trad Davids toe tot de vijfkoppige Raad van Commissarissen voor de AFC Ajax NV, waar hij onder andere samen met Johan Cruijff verantwoordelijk voor het technisch beleid van de club was. Deze raad van commissarissen heeft na het vertrek van Rik van den Boog een zoektocht gestart naar een nieuw algemeen directeur van de club. Tegelijkertijd liep Davids stage bij de jeugdtrainers van Ajax.

## Privéleven
Davids heeft drie jaar een relatie gehad met modeontwerpster Olcay Gulsen. Het stel was twee jaar verloofd. Davids heeft een zoon met zijn ex-vriendin.

## Erelijst
Als speler
| Competitie                                  |        |                           |      |      |
| Competitie                                  | Aantal | Jaren                     |      |      |
| Ajax                                        | Ajax   | Ajax                      | Ajax | Ajax |
| ------------------------------------------- | ------ | ------------------------- | ---- | ---- |
| Mondiaal                                    |        |                           |      |      |
| Wereldbeker voor clubteams                  | 1x     | 1995                      |      |      |
| Continentaal                                |        |                           |      |      |
| UEFA Champions League                       | 1x     | 1994/95                   |      |      |
| UEFA Super Cup                              | 1x     | 1995                      |      |      |
| UEFA Cup                                    | 1x     | 1991/92                   |      |      |
| Nationaal                                   |        |                           |      |      |
| Eredivisie                                  | 3x     | 1993/94, 1994/95, 1995/96 |      |      |
| KNVB beker                                  | 2x     | 1992/93, 2006/07          |      |      |
| Nederlandse Supercup / Johan Cruijff Schaal | 4x     | 1993, 1994, 1995, 2007    |      |      |
| Juventus                                    |        |                           |      |      |
| Continentaal                                |        |                           |      |      |
| UEFA Intertoto Cup                          | 1x     | 1999                      |      |      |
| Nationaal                                   |        |                           |      |      |
| Serie A                                     | 3x     | 1997/98, 2001/02, 2002/03 |      |      |
| Supercoppa Italiana                         | 2x     | 2002, 2003                |      |      |
| Internazionale                              |        |                           |      |      |
| Coppa Italia                                | 1x     | 2004/05                   |      |      |

Individueel
| UEFA                                         |    |      |
| Europees Kampioenschap Team van het Toernooi | 1x | 2000 |
| FIFA                                         |    |      |
| Wereldkampioenschap All-Star Team            | 1x | 1998 |
| FIFA 100                                     | 1x | 2004 |
| World Soccer                                 |    |      |
| The 100 Greatest Footballers of All Time     | 1x | 1999 |